# Ende Gelände
Ende Gelände (en français : jusqu'ici et pas plus loin) est un mouvement social allemand de désobéissance civile visant à alerter sur les actions qui favorisent le changement climatique, notamment l'extraction du charbon. Il vise la justice climatique,.

## Évènements
- Ende Gelände 2015 (de), blocage de la mine de lignite à ciel ouvert de Garzweiler, en Allemagne
- Ende Gelände 2016, blocage des mines de lignite à ciel ouvert dans le bassin minier de Lusace, en Allemagne
- Ende Gelände 2017 (de), blocage des mines de lignite à ciel ouvert dans les bassins houillers de Rhénanie, Allemagne
- Ende Gelände 2018 (de), blocage de la mine de lignite à ciel ouvert de Hambach, Allemagne
- Ende Gelände 2019 (de), dans le bassin minier rhénan puis le bassin minier de Lusace, Allemagne
- Ende Gelände 2020 (de), dans le bassin minier rhénan, Allemagne

Depuis octobre 2022, Ende Gelände se mobilise contre l'expulsion du village de Lützerath, en cours de destruction en raison du projet d'extension de la mine de lignite à ciel ouvert de Garzweiler. En janvier 2023, la police a lancé une vaste opération d'expulsion de la ZAD de Lützerath, à la suite de quoi a eu lieu une immense manifestation réunissant 15 000 à 35 000 personnes dont Greta Thunberg qui sera interpellée par la police allemande